# رزم‌ناو کلاس آسترای
کروزر کلاس آسترای (به انگلیسی: Astraea-class cruiser) یک کلاس از کشتی است که طول آن ۳۲۰ فوت (۹۷٫۵ متر) می‌باشد.